# Dina Bousselham
Dina Bousselham (Tánger, 27 de julio de 1990) es una politóloga española[cita requerida], militante de Podemos. Fue directora del periódico en línea La Última Hora!, hoy desaparecido.Actualmente es profesora asociada de Estudios Internacionales en la Universidad de Castilla-La Mancha y colaboradora de Canal Red y Diario Red.

## Biografía
Nacida en 1990 en Tánger, estudió en el Instituto Severo Ochoa de la ciudad marroquí. En el año 2008, con 18 años, se trasladó a estudiar a Madrid. Licenciada en Ciencias Políticas en la Universidad Complutense de Madrid, realizó su Erasmus en la Sorbona, estudió posteriormente un máster en el Instituto de Altos Estudios de América Latina de París. También como jugadora de fútbol, estuvo en la plantilla con el C.F. Pozuelo y con el Santa María Caridad.
Como estudiante de ciencias políticas en la Universidad Complutense de Madrid, asistió a las clases con Pablo Iglesias Turrión, quien era profesor allí. Militante en Podemos desde su fundación, trabajó como asistente del equipo de Pablo Iglesias en el Parlamento Europeo. Fue integrante de la candidatura de Ramón Espinar en las primarias internas de Podemos Comunidad de Madrid, pasando a formar parte del Consejo Ciudadano regional. 
En 2018 solicitó la adquisición de la nacionalidad española, dado que su posesión es un requisito necesario para poder presentarse como candidata a unas elecciones autonómicas. Tras la dimisión de Espinar como secretario general de Podemos Comunidad de Madrid, Bousselham fue integrante de la gestora designada por la dirección del partido a nivel estatal para llevar el día a día de la organización. El 2019, dado que no le llegó la concesión de la nacionalidad no pudo presentarse en las listas del partido a las elecciones. En mayo de 2020 deja la dirección de Podemos Madrid para dirigir el periódico La Última Hora! cercano al partido. El diario, que también tuvo problemas por tener un nombre igual a un diario mallorquín con décadas de antigüedad, cerró en 2023.Ese mismo año, salió a la luz Diario Red, periódico digital español, como parte del proyecto mayor de Canal Red.

## Caso Dina
Bautizado por los medios como Caso Dina, realmente es la pieza 10 del Caso Tándem, conocido más comúnmente como Caso Villarejo. En noviembre de 2015, en los meses previos a las negociaciones para formar Gobierno, Dina Bousselham sufrió el robo de su teléfono móvil, suceso que denunció a la policía ese mismo día. En 2016, una parte de la información contenida en la tarjeta mini SD de Bousselham le llegó al periodista Luis Alberto Pozas Fernández, cuando era director de la revista Interviú. Pozas hizo una copia y compartió los archivos con su subdirector, Luis Rendueles Bulte. Ambos periodistas entregaron la tarjeta original al presidente del Grupo Zeta Antonio Asensio Mosbah, y éste se la entregó a Pablo Iglesias. Finalmente, la revista Interviú no publicó los contenidos pero le consignaron al excomisario José Manuel Villarejo parte de los archivos copiados.Algunos documentos del móvil robado salieron publicados en el digital de Eduardo Inda en 2016, cuando PSOE e Unidos Podemos tenían posibilidades de formar gobierno junto a las fuerzas nacionalistas e independentistas.En esa época, además, Podemos adelantaba al PSOE en intención de voto, según algunas encuestas.

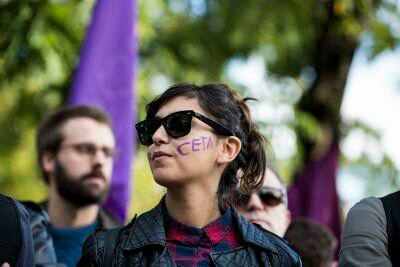
Dina Bousselham en una manifestación contra el CETA en 2017

En noviembre de 2017, cuando la policía registró el domicilio del excomisario Villarejo, hallaron en los discos duros los archivos procedentes del teléfono de Bousselham. En 2019, tras la detención de Villarejo, se hizo público que éste poseía imágenes provenientes de la tarjeta del móvil sustraído. El magistrado Manuel García-Castellón abrió una pieza secreta en marzo de 2019 para investigar si el comisario había estado espiando y conspirando contra Podemos. Pablo Iglesias se presentó como perjudicado. Durante la investigación se supo que el director del Grupo Zeta Antonio Asensio le había entregado a Iglesias la tarjeta del móvil robado y que éste la había tenido en su poder durante año y medio sin comunicárselo a la afectada.Bousselham se contradijo en cuanto al estado de la tarjeta, declarando primero que le llegó inutilizada y luego que le llegó en buen estado pero se estropeó después.También hubo contradicciones en las declaraciones de los periodistas de Interviú. El director editorial de la publicación, Miguel Ángel Liso, afirmó ante el juez que, "en un primer momento, Pozas le dijo que la tarjeta procedía de alguien que se la había encontrado en la habitación de un hotel". Por su parte, Pozas afirmaba que desconocía su procedencia, como práctica habitual para proteger sus fuentes.
En enero de 2021 el Tribunal Supremo rechazó imputar a Pablo Iglesias, entonces vicepresidente segundo del gobierno de Pedro Sánchez, y devolvió el caso Dina al juez García Castellón de la Audiencia Nacional.En noviembre de 2023 la Fiscalía solicita penas de 3 años de cárcel para Alberto Pozas y Luis Rendueles y 5 años para el excomisario Villarejo por entregar a Eduardo Inda (OK Diario) y a José María Olmo (El Confidencial) los contenidos del móvil robado a Dina Bousselham.
La investigación actual intenta dilucidar si las llamadas cloacas del gobierno de M. Rajoy, encabezas por el ministro de Interior Jorge Fernández Díaz, coordinaron la publicación de noticias falsas con el fin de impedir una investidura alternativa a la de Mariano Rajoy.